# Wziąchowo Małe
Wziąchowo Małe – wieś w Polsce położona w województwie dolnośląskim, w powiecie milickim, w gminie Milicz.

## Podział administracyjny
W latach 1975–1998 miejscowość administracyjnie należała do województwa wrocławskiego.

## Zabytki
Do wojewódzkiego rejestru zabytków wpisany jest:
- zespół pałacowy:
  - pałac, z XIX w., 1906 r.
  - park, z XIX-XX w.
  - cmentarz rodowy, z początku XX w.
  - mauzoleum rodziny von Heydebrand, z początku XX w.
  - ogrodzenie (pozostałości), murowane, z przełomu XIX/XX w.